# Carré Eden
Le Carré Eden est un centre commercial situé dans le quartier de Guéliz à Marrakech. 

## Historique
Il a ouvert ses portes le 8 mai 2014, et a remplacé l'ancien Marché de Guéliz, également appelé Marché central, qui datait du protectorat.

## Caractéristiques
Situé entre l'avenue Mohammed V, les rues Tariq Ibn Ziyad, Souriya et Liberté, le Carré Eden propose une surface commerciale de 15400 m² répartis sur trois étages, auxquels s'ajoute un vaste parking souterrain de 700 places et un hôtel 5* Radisson Blu.

## Enseignes
Certaines enseignes installées au Carré Eden sont exclusives à Marrakech comme H&M et le café Starbucks.
Liste des enseignes du Carré Eden (en juillet 2020):
- Adidas
- Burger King
- H&M
- Orange
- LC Waikiki
- Orchestra Prémaman
- Oliveri
- BMCE Bank
- Carrefour Market
- City Sport
- Diamantine
- Domino's Pizza
- Lacoste (entreprise)
- Gant
- Secret De Beauté
- Starbucks Coffee
- Stepin
- The Body Shop
- Diesel
- Elite
- Keito
- Koton
- Lee Cooper
- Le Maroquin
- Llaollao
- Cafe Lobo
- Hunkemoller
- Flormar
- Marwa
- Macrosec
- Miss Paris
- Moroccan Touch
- Multioptical
- Nespresso
- Planet Sport
- Da Gino
- Celio
- Undiz
- Sushi Club
- Tacos De Lyon
- Wok To Walk
- Exist
- Bel Ange
- La Table Du Marché
- Optic 2000
- Time Road
- Bigdil
- Yves Rocher (entreprise)
- Xtrem 360
- Kinder Club
- Nayomi
- Epiltech
- Sun Planet
- Mauboussin
- Sultan Kabab
- Defacto